# Alfred Henry Burton

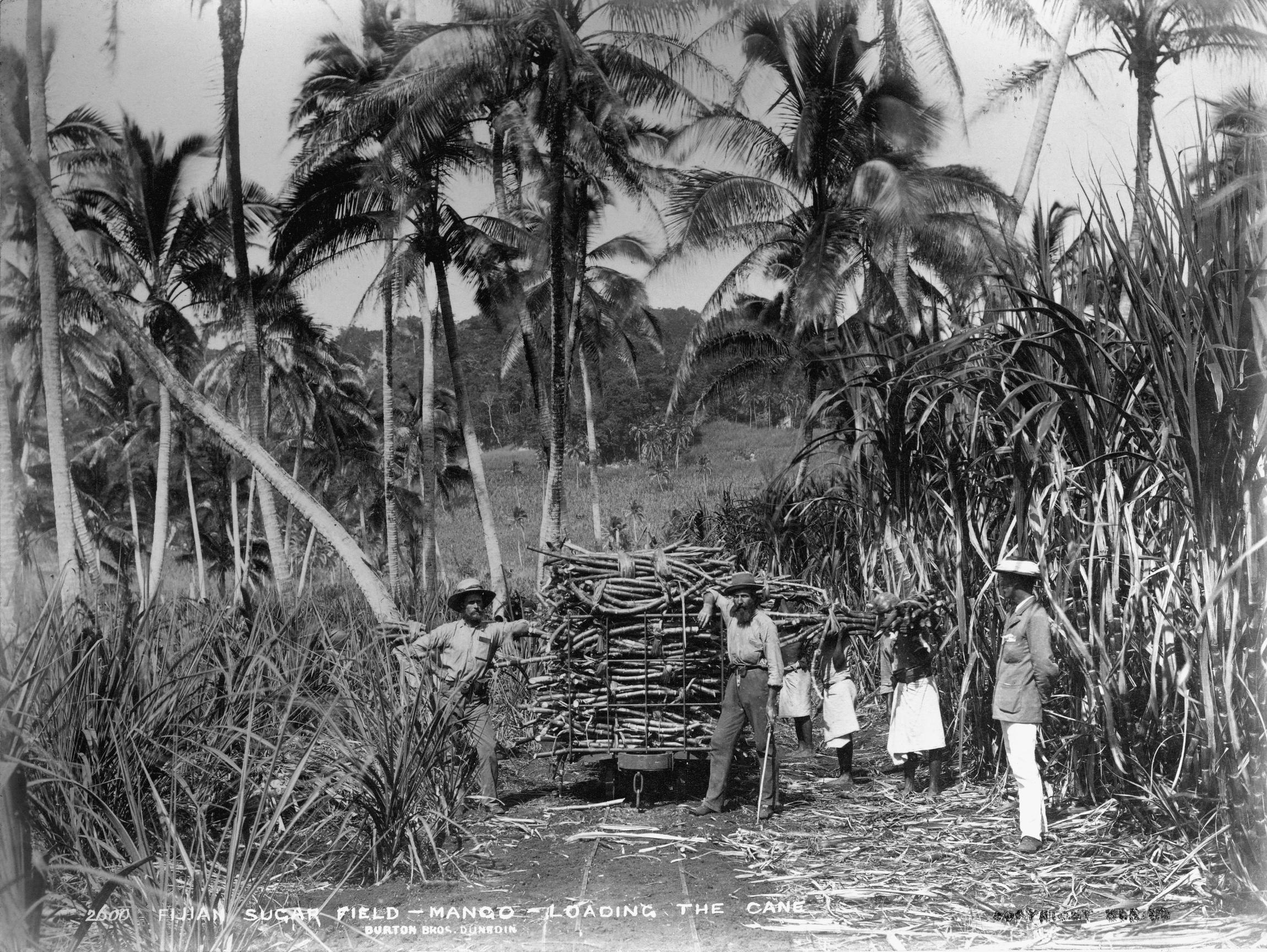
Nakládka cukrové třtiny na cukrové plantáži na ostrově Mago na Fidži, 1884

Alfred Henry Burton (asi 1834 – 2. února 1914) je považován za jednoho z nejdůležitějších fotografů Nového Zélandu v devatenáctém století a spolumajitel firmy Burton Brothers.

## Životopis
Burton se narodil v Leicesteru v Anglii. Jeho rok narození je nejistý a v biografii vydané ministerstvem kultury a dědictví je uvedeno rozmezí od 1833 do 1835. Jeho otec John Burton byl prominentním fotografem a jeho firma John Burton a Sons byla sponzorována královnou Viktorií a dalšími členy královské rodiny.
Burton emigroval na Nový Zéland v roce 1868 na žádost svého bratra Waltera Johna Burtona. Walter založil fotografické studio v Dunedinu, ale zaplavený prací požádal Alfreda, aby se k němu připojil. Burton pro firmu značně cestoval po Novém Zélandu, nyní nazvanou Burton Brothers a vybudoval silné portfolio obrazů krajiny. Často cestoval do Fiordlandu, oblasti jižních jezer a jihozápadu.
Přes jejich počáteční úspěch, v roce 1877 partnerství Alfreda a Waltera skončilo hořkým koncem. Walter odjel navštívit Evropu, aby se seznámil s novým vývojem fotografie a Alfred převzal firmu a zaměstnával další talentované fotografy, jako byli George Moodie nebo Thomas Muir. Po návratu na Nový Zéland v roce 1878 založil jeho bratr Walter John Burton nové fotografické studio - opět v Dunedinu a znovu se zaměřil na studiové portrétování. Tentokrát již nebyl tak úspěšný jako Burton Brothers, protože často nechal své zákazníky čekat, fotografie byly často zpackané, takže musely být fotografovány znovu a proto zákazníky ztrácel. Prý také hodně pil, podnikání upadalo a v roce 1880, ve věku čtyřiceti čtyř let, spáchal sebevraždu. Má se za to, že spolkl smrtící dávku kyanidu draselného, což je chemikálie používaná ve fotografickém procesu.
V roce 1884 cestoval Alfred Henry Burton na tichomořské ostrovy, včetně Samoa, Fidži a Tongy, a fotografoval místní obyvatele a scény ze života na vesnici. V roce 1885 Burton cestoval do regionu King Country (maorsky: Te Rohe Pōtae) na západě Severního ostrova. K této cestě došlo krátce po skončení novozélandských válek a ještě předtím, než si Maorové v regionu na fotografování zvykli. Tato série fotografií je považována za jednu z jeho nejlepších prací. V roce 1886 vybuchla sopka Mnt. Tarawera, způsobila ztráty na životech a pohřbila slavnou turistickou atrakci Nového Zélandu Růžové a Bílé terasy. Burton navštívil místa brzy po erupci a opět fotografoval oblasti, které předtím fotografoval před erupcí.
Jeho fotografie studovali vědci, kteří nedávno lokalitu Růžových a Bílých teras objevili.
Burton pokračoval v cestách po celém Novém Zélandu v letech 1880–1890 fotografování pro firmu Burton Brothers. Firma vyvinula silné distribuční kanály pro tisky svých děl a pohlednice a obrazy vyrobené z těchto fotografických sérií byly komerčně dostupné prostřednictvím agentů a katalogů pro alba tehdejších cestovatelů a pro etnografické sbírky. Výtisky děl Burton Brothers jsou dodnes stále populární a originální tisky se prodávají na aukcích výtvarného umění.
Burton odešel z fotografie v roce 1898. Jeho syn Henry Burton, který pro něj pracoval jako fotograf, zahynul při nehodě na koni v roce 1901.
Burton zemřel v roce 1914.

## Galerie

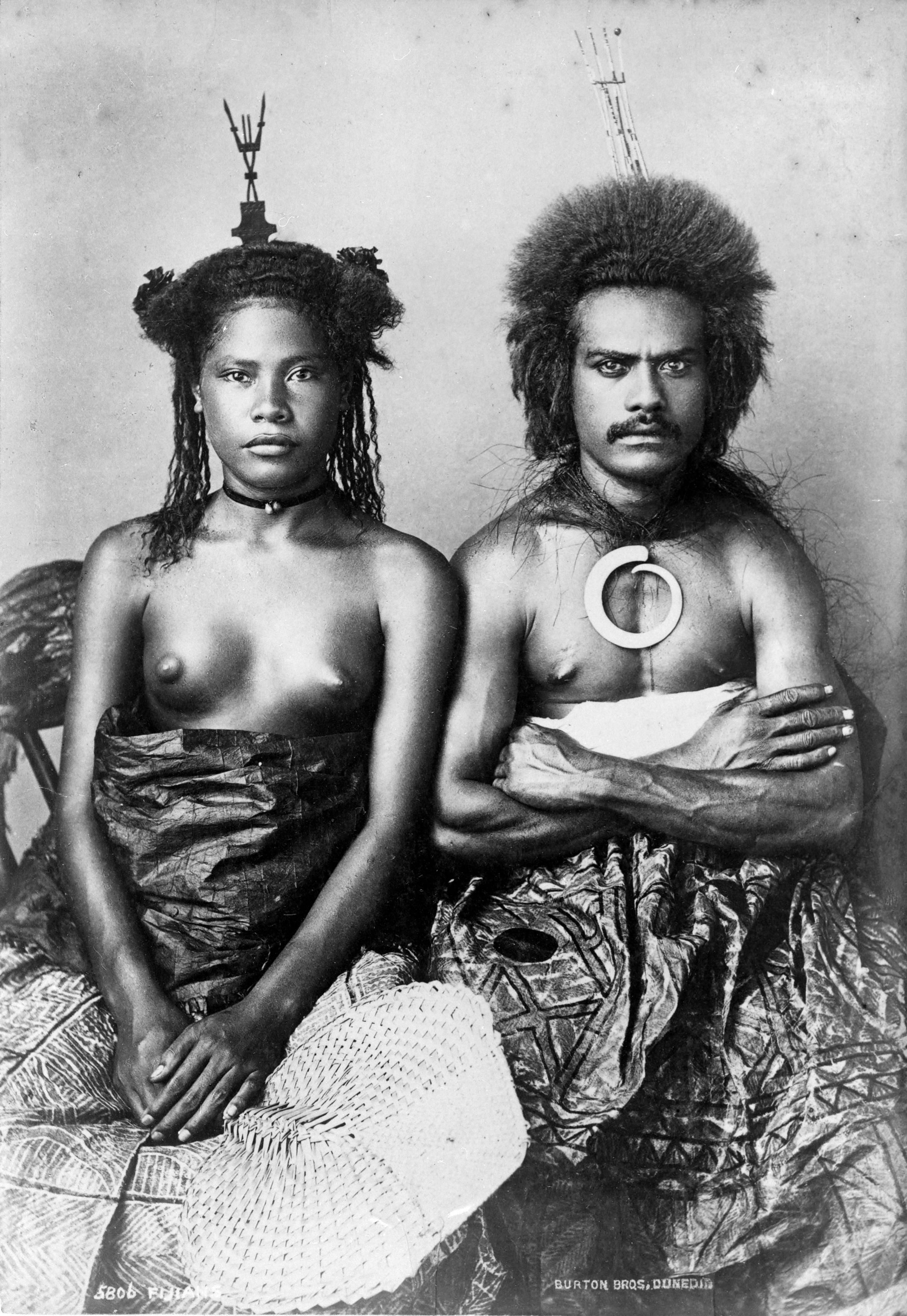
Fijian man and woman, 1884
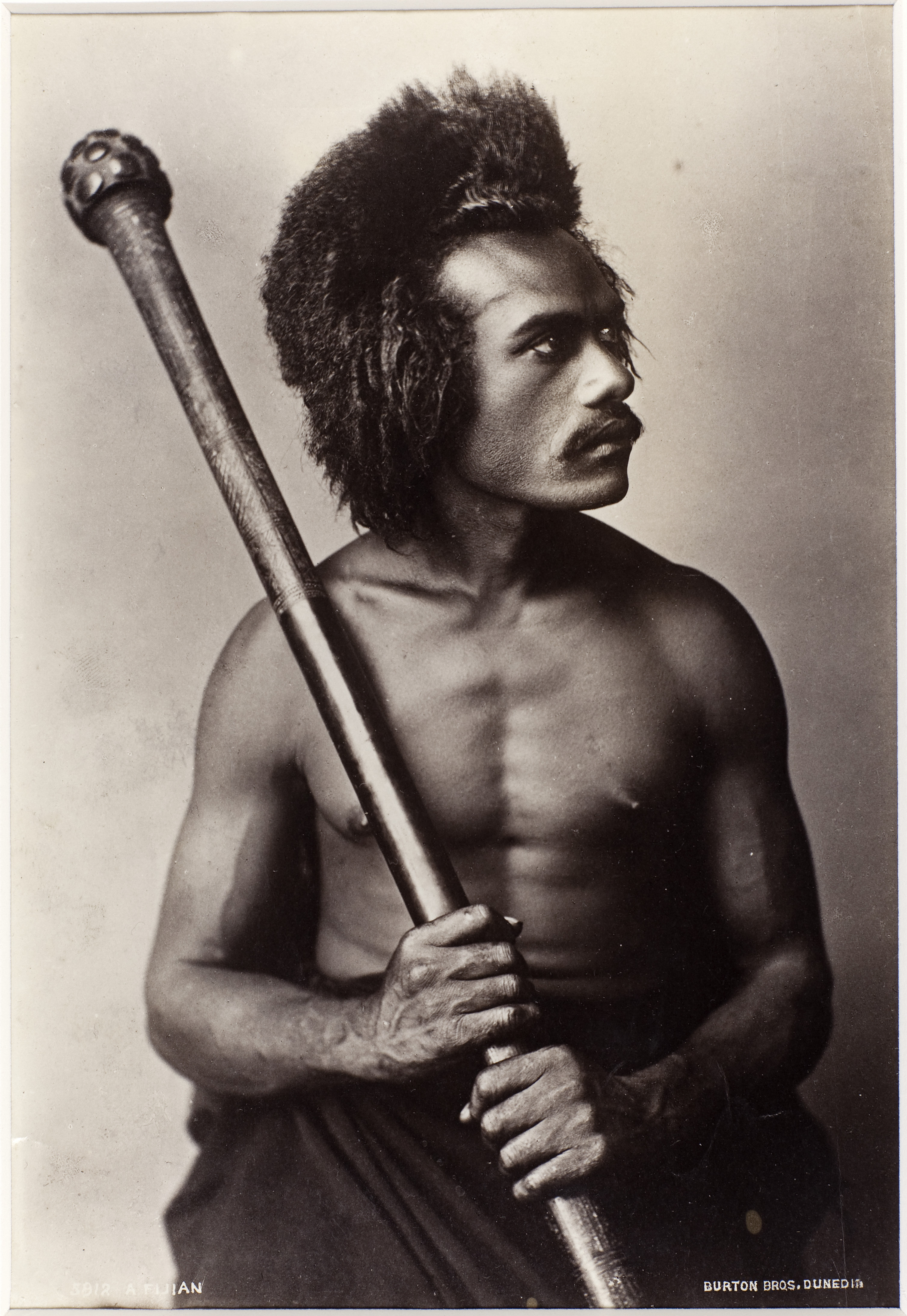
Fijian man holding a club, 1884, albumenový tisk
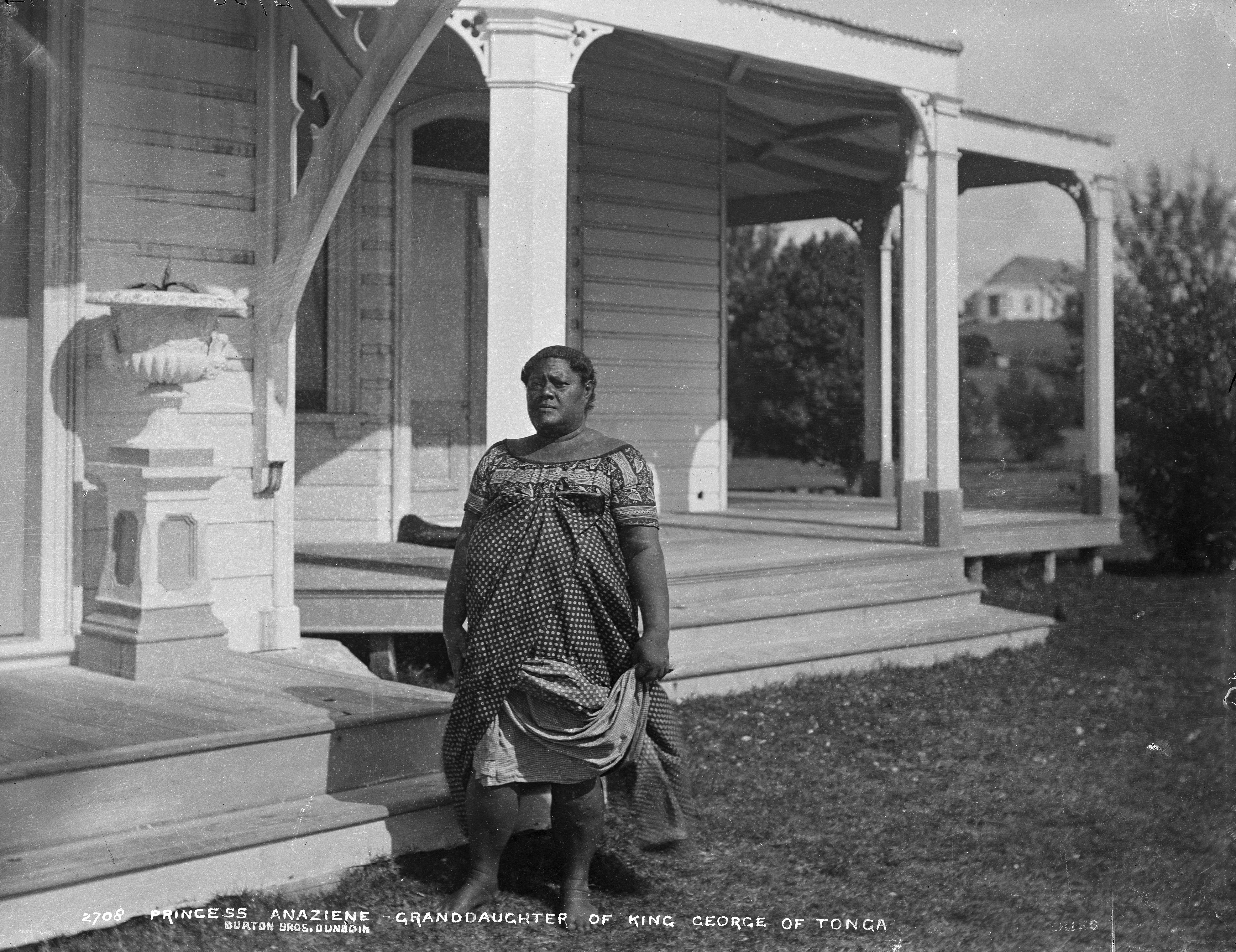
Princess Anaziene, granddaughter of Tupou I, 1884
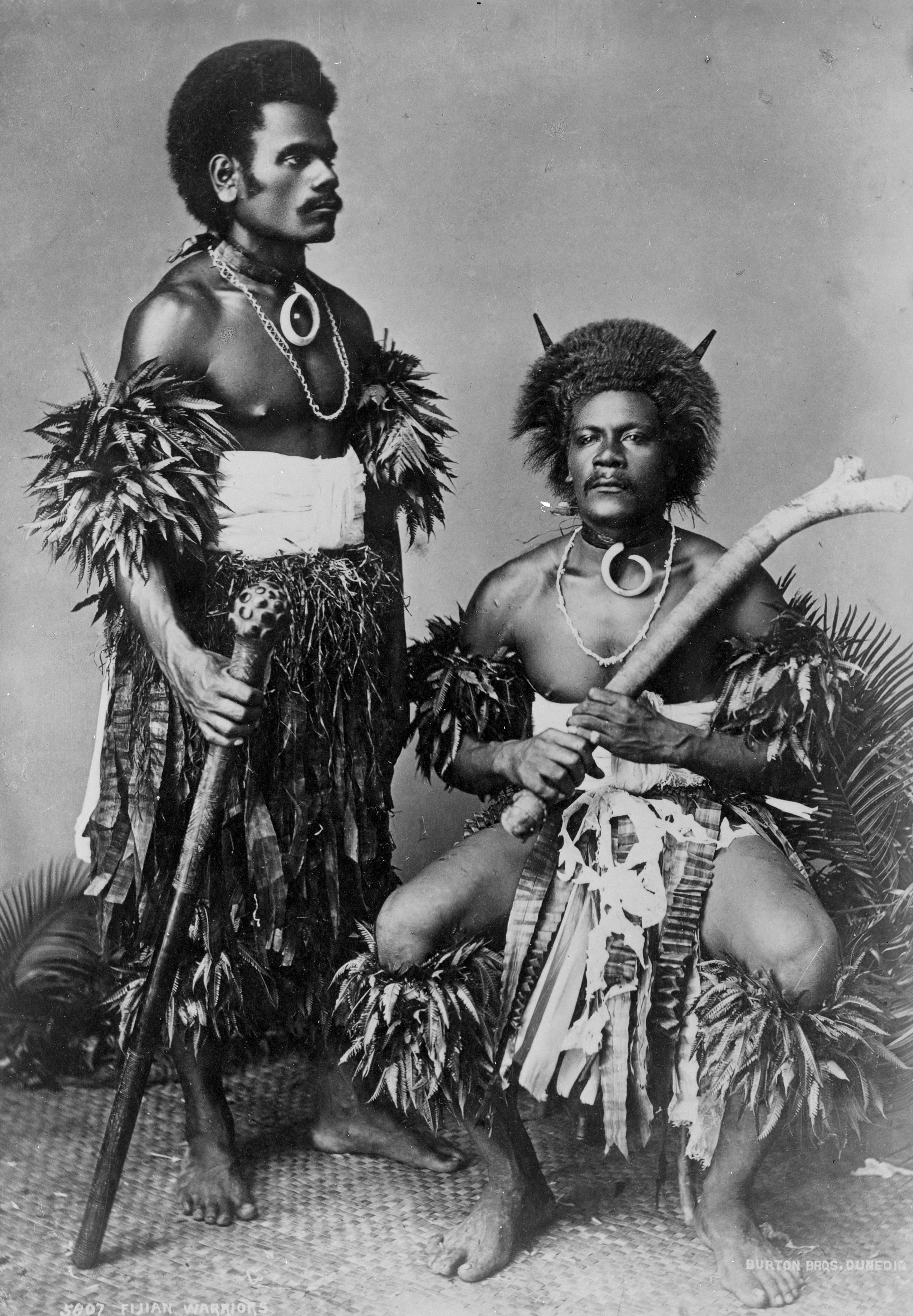
Two Fijian warriors, 1884
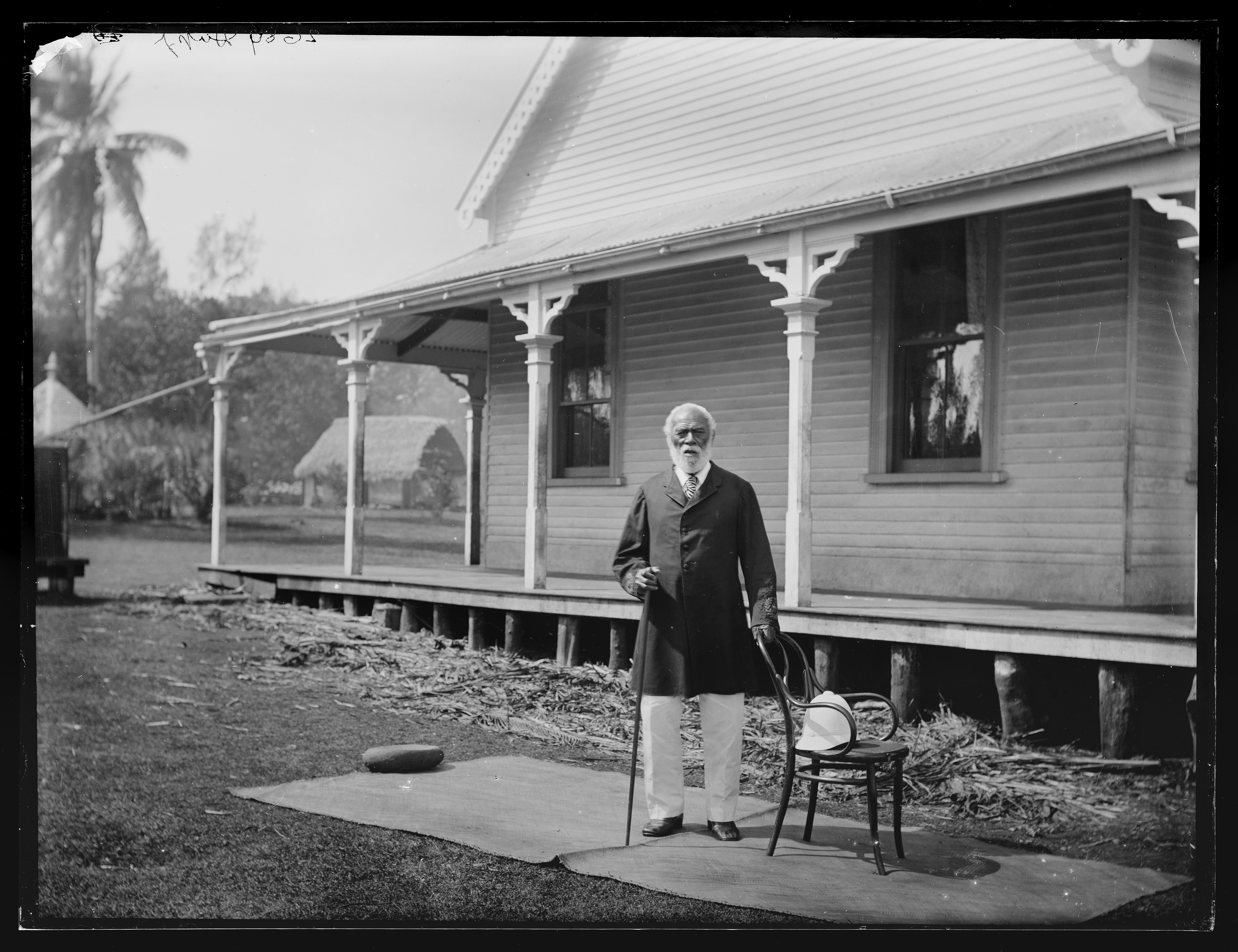
Semi-formal outdoor portrait of King George of Tonga, 86 years old, in front of the palace at Neiafu
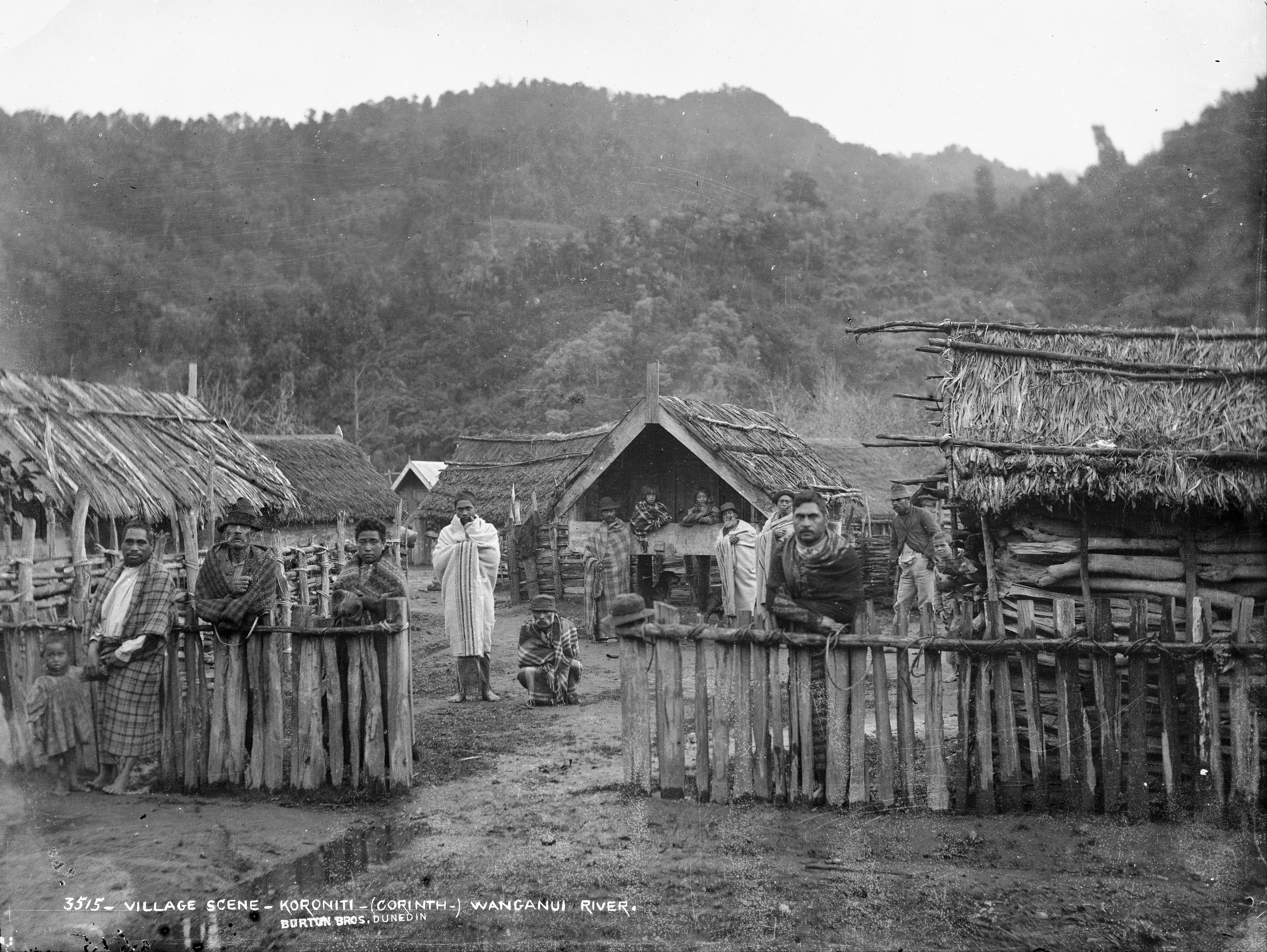
Village scene, Koriniti (Corinth), Wanganui (sic) River